# Reação de lutar ou fugir
A reação de lutar ou fugir ou a resposta de luta-fuga-congelamento ou submissão (também chamada de hiperexcitação ou da resposta aguda ao estresse) é uma reação fisiológica que ocorre em resposta a um evento prejudicial, ataque ou ameaça à sobrevivência.
Foi descrita pela primeira vez por Walter Bradford Cannon em 1915.
Sua teoria afirma que os animais reagem a ameaças com uma descarga geral do sistema nervoso simpático, preparando o animal para lutar ou fugir.
Mais especificamente, a medula adrenal produz uma cascata hormonal que resulta na secreção de catecolaminas, especialmente norepinefrina e epinefrina.
Os hormônios estrogênio, testosterona e cortisol, assim como os neurotransmissores dopamina e serotonina, também afetam a forma como os organismos reagem ao estresse.
O hormônio osteocalcina também pode desempenhar um papel.
Esta resposta é reconhecida como a primeira fase da síndrome da adaptação geral que regula as respostas ao estresse entre os vertebrados e outros organismos.

## Nome
Originalmente entendida como a resposta de "luta ou fuga" na pesquisa de Cannon, o estado de hiperexcitação resulta em várias respostas além de lutar ou fugir. Isso levou as pessoas a chamá-la de resposta de "luta, fuga, congelamento", "luta-fuga-congelamento-submissão" ou "luta-fuga-desmaio-ou-congelamento", entre outras variantes.

## Fisiologia

### Sistema nervoso autônomo
Ver também
O sistema nervoso autônomo é um sistema de controle que atua de forma amplamente inconsciente e regula a frequência cardíaca, a digestão, a taxa respiratória, a resposta pupilar, a urinação e a excitação sexual. Este sistema é o mecanismo primário no controle da resposta de luta ou fuga e seu papel é mediado por dois componentes diferentes: o sistema nervoso simpático e o sistema nervoso parassimpático.

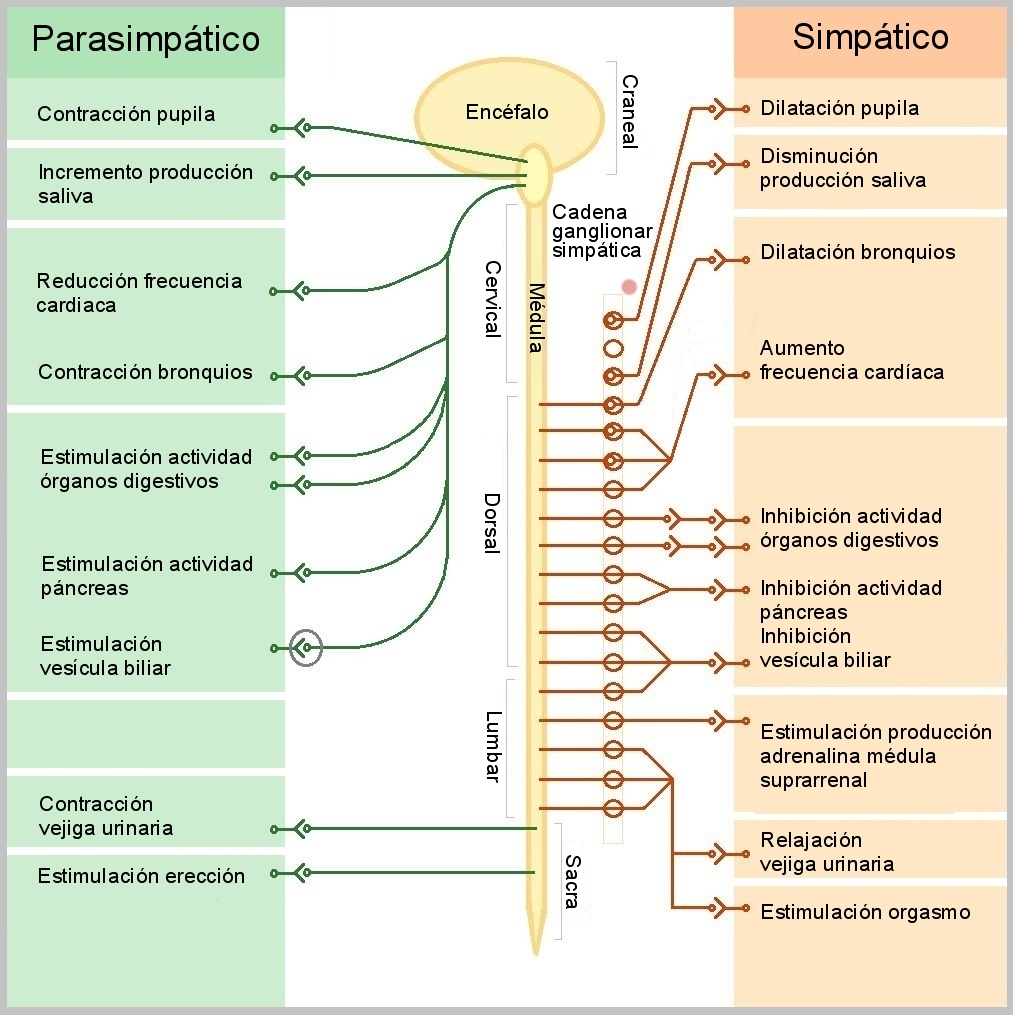
Comparação entre os sistemas nervoso simpático e parassimpático

#### Sistema nervoso simpático
Ver também
O sistema nervoso simpático origina-se na medula espinhal e sua função principal é ativar as respostas de alerta que ocorrem durante a resposta de luta ou fuga. Ele transmite sinais do hipotálamo dorsal, que ativa o coração, aumenta a resistência vascular e intensifica o fluxo sanguíneo, especialmente para os músculos, coração e tecidos cerebrais.
Ele ativa a medula adrenal, liberando catecolaminas que amplificam a resposta simpática. Adicionalmente, esse componente do sistema nervoso autônomo utiliza e ativa a liberação de norepinefrina pelas glândulas adrenais durante a reação.

#### Sistema nervoso parassimpático
Ver também
O sistema nervoso parassimpático origina-se na medula espinhal sacral e na medula, envolvendo fisicamente a origem do sistema simpático, e atua em conjunto com este. É conhecido como a porção calmante do sistema nervoso autônomo. Enquanto o sistema simpático é ativado, o parassimpático diminui sua resposta. Fibras eferentes do nervo vago, originárias do núcleo ambíguo, disparam em paralelo com o sistema respiratório, reduzindo o tônus parassimpático cardíaco vagal.
Após a resposta de luta ou fuga, a principal função do sistema parassimpático é ativar a resposta de "repouso e digestão" e retornar o corpo à homeostase. Este sistema utiliza e ativa a liberação do neurotransmissor acetilcolina.

### Reação
A reação começa na amígdala, que desencadeia uma resposta neural no hipotálamo. A reação inicial é seguida pela ativação da glândula pituitária e pela secreção do hormônio ACTH.
A glândula adrenal é ativada quase simultaneamente, via o sistema nervoso simpático, e libera o hormônio epinefrina. A liberação de mensageiros químicos resulta na produção do hormônio cortisol, que aumenta a pressão arterial, o nível de açúcar no sangue e suprime o sistema imunológico.
A resposta inicial e as reações subsequentes são desencadeadas com o objetivo de gerar um impulso de energia. Esse impulso é ativado pela ligação da epinefrina às células do fígado e pela subsequente produção de glicose.
Adicionalmente, a circulação do cortisol converte ácidos graxos em energia disponível, preparando os músculos de todo o corpo para a resposta.
Hormônios catecolaminas, como a adrenalina (epinefrina) ou noradrenalina (norepinefrina), facilitam reações físicas imediatas associadas à preparação para ação muscular violenta.

### Função das mudanças fisiológicas
As alterações fisiológicas ocorridas durante a resposta de luta ou fuga são ativadas para proporcionar ao corpo maior força e velocidade em antecipação à luta ou à fuga. Algumas das mudanças e suas funções específicas incluem:
- Aumento do fluxo sanguíneo para os músculos, ao desviar o sangue de outras regiões para facilitar uma ação rápida.
- O aumento da pressão arterial e da frequência cardíaca intensifica o débito cardíaco, fornecendo mais energia ao corpo.
- O fígado secreta maiores quantidades de glicose (por meio da glicogenólise induzida pela adrenalina)[25] e gorduras na corrente sanguínea para suprir as demandas energéticas.
- A taxa respiratória aumenta para fornecer o oxigênio necessário à queima da glicose extra.
- A função de coagulação sanguínea acelera para reduzir o sangramento e evitar perdas excessivas de sangue em caso de lesão.
- O aumento do tônus muscular fornece velocidade e força extras, podendo causar tremores ou sacudidas até que a tensão seja liberada.
- As pupilas dilatem para permitir a entrada de mais luz, possibilitando melhor visão do ambiente.

## Componentes emocionais

### Regulação emocional
Ver também
No contexto da resposta de luta ou fuga, a regulação emocional é empregada proativamente para evitar ameaças estressantes ou controlar o nível de excitação emocional. A socialização emocional pode desenvolver a capacidade de uma pessoa de regular com sucesso suas emoções. Diante de uma ameaça percebida (no contexto de uma situação de luta ou fuga), indivíduos criados com comportamentos parentais de apoio têm maior probabilidade de autorregular facilmente suas emoções.

### Reatividade emocional
Durante a reação, a intensidade da emoção provocada pelo estímulo determina a natureza e a intensidade da resposta comportamental. Em um experimento conduzido por Clayton, Lang, Leshner e Quick (2019), foram observadas as respostas de 49 participantes a mensagens antitabagismo.
Os participantes reagiram de duas formas após verem a mensagem, tanto em relação ao fumante quanto aos seus efeitos sobre os que o cercavam.
A primeira reação foi dos participantes com mecanismos de defesa mais elevados, que decidiram ignorar as mensagens, enquanto os demais, com mecanismos de defesa mais baixos, acabaram discutindo e ficando frustrados após visualizá-las.
Indivíduos com níveis elevados de reatividade emocional (como aqueles com transtorno de ansiedade) podem ser propensos à ansiedade e à agressividade, evidenciando a importância de uma reação emocional adequada na resposta de luta ou fuga.

## Componentes cognitivos

### Especificidade do conteúdo
Os componentes específicos das cognições na resposta de luta ou fuga parecem ser, em grande parte, negativos. Tais cognições negativas podem ser caracterizadas pela atenção a estímulos desfavoráveis, pela percepção de situações ambíguas como negativas e pela recorrência na evocação de palavras negativas.
Também podem haver pensamentos negativos específicos associados às emoções comumente observadas na reação.

### Percepção de controle
Ver também
O controle percebido refere-se aos pensamentos de um indivíduo sobre o controle de situações e eventos.
O controle percebido deve ser diferenciado do controle real, pois as crenças de um indivíduo sobre suas habilidades podem não corresponder às suas capacidades efetivas. Assim, a superestimação ou subestimação do controle percebido pode levar à ansiedade e à agressividade.

### Processamento de informação social
Ver também
O modelo de processamento de informação social propõe uma variedade de fatores que determinam o comportamento no contexto de situações sociais e de pensamentos preexistentes.
A atribuição de hostilidade, especialmente em situações ambíguas, parece ser um dos fatores cognitivos mais relevantes associados à resposta de luta ou fuga, em virtude de suas implicações para a agressividade.

## Outros animais

### Perspectiva evolutiva
Uma explicação baseada na psicologia evolutiva é que os primeiros animais precisavam reagir rapidamente a estímulos ameaçadores, sem tempo para se prepararem psicologicamente e fisicamente.
A resposta de luta ou fuga forneceu-lhes os mecanismos para reagir rapidamente às ameaças à sobrevivência.

### Exemplos
Um exemplo típico da resposta ao estresse é uma zebra em pasto. Se a zebra vê um leão se aproximando para abater, a resposta ao estresse é ativada como meio de escapar do seu predador. A fuga requer um esforço muscular intenso, sustentado por todos os sistemas do corpo. A ativação do sistema nervoso simpático atende a essas necessidades. Um exemplo similar envolvendo luta é o de um gato prestes a ser atacado por um cachorro. O gato apresenta aceleração do batimento cardíaco, piloereção (pelos eriçados) e dilatação das pupilas, todos sinais de excitação simpática. Note que a zebra e o gato ainda mantêm a homeostase em todos os estados.
Em julho de 1992, a Ecologia Comportamental publicou uma pesquisa experimental conduzida pelo biólogo Lee A. Dugatkin, na qual guppies foram classificados em grupos "ousados", "comuns" e "tímidos" com base em suas reações ao serem confrontados por um achigã, isto é, inspecionando o predador, escondendo-se ou nadando para longe, e, em seguida, os guppies foram deixados em um tanque com o achigã. Após 60 horas, 40% dos guppies tímidos e 15% dos guppies comuns sobreviveram, enquanto nenhum dos guppies ousados o fez.

### Variedades de respostas

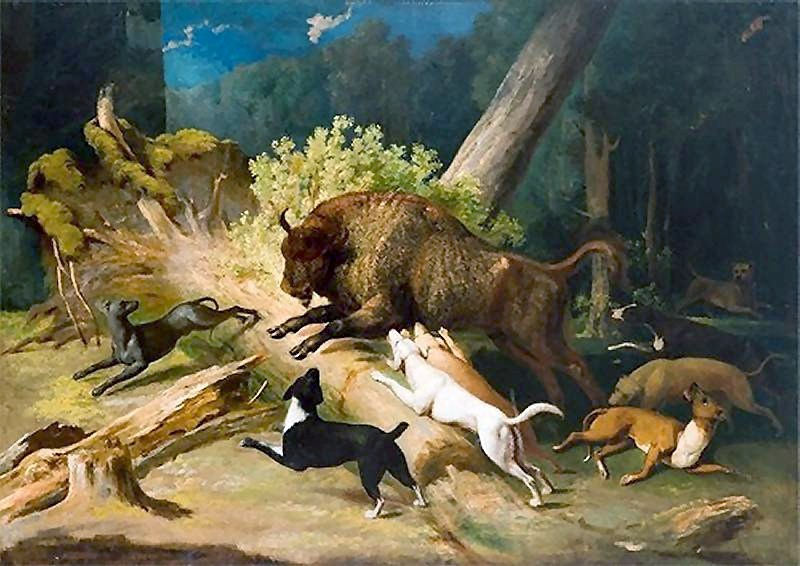
Bisonte caçado por cães

Os animais respondem a ameaças de maneiras complexas. Ratos, por exemplo, tentam escapar quando ameaçados, mas lutarão se encurralados. Alguns permanecem imóveis para não serem vistos pelos predadores. Muitos congelam ou fingem estar mortos ao serem tocados, na esperança de que o predador perca o interesse.
Outros animais adotam métodos alternativos de autoproteção. Algumas espécies de animais de sangue frio mudam de cor rapidamente para se camuflar. Essas respostas são desencadeadas pelo sistema nervoso simpático, mas, para se adequar ao modelo de luta ou fuga, o conceito de fuga deve ser ampliado para incluir escapar de forma física ou sensorial. Assim, a fuga pode consistir em desaparecer para outro local ou simplesmente desaparecer no mesmo lugar, e luta e fuga frequentemente se combinam em determinada situação.
As ações de luta ou fuga também apresentam polaridade – o indivíduo pode tanto lutar contra ou fugir de algo ameaçador, como um leão faminto, quanto lutar por ou fugir em direção a algo necessário, como a segurança da margem em relação a um rio turbulento.
Uma ameaça de outro animal nem sempre resulta em luta ou fuga imediata. Pode haver um período de alerta intensificado, durante o qual cada animal interpreta os sinais comportamentais do outro. Indícios como palidez, piloereção, imobilidade, sons e linguagem corporal comunicam o estado e as intenções de cada um. Pode ocorrer uma espécie de negociação, após a qual luta ou fuga pode se instaurar, ou mesmo resultar em brincadeiras, acasalamento ou nenhuma ação.
Um exemplo disso são os gatinhos brincando: cada um apresenta sinais de excitação simpática, mas não causam danos reais.

## No direito penal
A resposta aguda ao estresse é uma questão comum em casos criminais de legítima defesa. Geralmente, são necessárias opiniões de peritos quando a culpa do defensor se torna o foco do caso.